# Atletismo nos Jogos Pan-Americanos de 2011 - Salto triplo feminino
A competição do salto triplo feminino foi um dos eventos do atletismo nos Jogos Pan-Americanos de 2011, em Guadalajara. Foi disputada no Estádio Telmex de Atletismo no dia 28 de outubro.

## Calendário
Horário local (UTC-6).
| Data          | Horário | Fase  |
| ------------- | ------- | ----- |
| 28 de outubro | 16:50   | Final |

## Medalhistas
| Ouro   | COL Caterine Ibargüen |
| Prata  | CUB Yargelis Savigne  |
| Bronze | CUB Mabel Gay         |

## Recordes
Recordes mundial e pan-americano antes da disputa dos Jogos Pan-Americanos de 2011.
| Tipo                             | Atleta           | Marca   | Local          | Data                 |
| -------------------------------- | ---------------- | ------- | -------------- | -------------------- |
|                                  | Inessa Kravets   | 15,50 m | Gotemburgo     | 10 de agosto de 1995 |
| Recorde dos Jogos Pan-Americanos | Yargelis Savigne | 14,80 m | Rio de Janeiro | 27 de julho de 2007  |

## Resultados

### Final
| Pos.              | Atleta            | País                     | 1     | 2     | 3     | 4     | 5     | 6     | Resultado | Obs.                             |
| ----------------- | ----------------- | ------------------------ | ----- | ----- | ----- | ----- | ----- | ----- | --------- | -------------------------------- |
| Medalha de ouro   | Caterine Ibargüen | COL Colômbia             | 14.80 | 14.49 | 14.75 | x     | 14.73 | 14.92 | 14.92     | Recorde dos Jogos Pan-Americanos |
| Medalha de prata  | Yargelis Savigne  | CUB Cuba                 | 14.10 | x     | 14.36 | 13.19 | 13.90 | x     | 14.36     |                                  |
| Medalha de bronze | Mabel Gay         | CUB Cuba                 | 13.47 | 14.08 | 14.28 | x     | 14.23 | 14.24 | 14.28     |                                  |
| 4                 | Keila Costa       | BRA Brasil               | 13.77 | 13.85 | 13.89 | 13.89 | 14.01 | 13.93 | 14.01     |                                  |
| 5                 | Ayanna Alexander  | TRI Trinidad e Tobago    | 13.48 | 13.54 | 13.40 | 13.53 | 13.02 | 13.43 | 13.54     |                                  |
| 6                 | Crystal Manning   | USA Estados Unidos       | 13.53 | x     | x     | 13.18 | 12.99 | x     | 13.53     |                                  |
| 7                 | Yvette Lewis      | USA Estados Unidos       | 12.84 | x     | 13.17 | 12.89 | 12.99 | –     | 13.17     |                                  |
| 8                 | Aydée Villareal   | MEX México               | x     | x     | 12.92 | 13.06 | 12.77 | 12.66 | 13.06     |                                  |
| 9                 | Estefany Cruz     | GUA Guatemala            | 12.83 | x     | 12.86 |       |       |       | 12.86     |                                  |
| 10                | Ana José Tima     | DOM República Dominicana | 12.69 | 12.69 | 12.80 |       |       |       | 12.80     |                                  |
| 11                | Mayra Pachito     | ECU Equador              | 12.74 | 12.30 | x     |       |       |       | 12.74     |                                  |
| 12                | Jaqueline Triana  | MEX México               | x     | 12.58 | x     |       |       |       | 12.58     |                                  |
| 13                | Pascale Delaunay  | HAI Haiti                | x     | 12.30 | 12.41 |       |       |       | 12.41     |                                  |
| 14                | Kay-De Vaughn     | BIZ Belize               | x     | 11.49 | 11.64 |       |       |       | 11.64     |                                  |
| 15                | Ana Lucia Camargo | GUA Guatemala            | x     | x     | 11.59 |       |       |       | 11.59     |                                  |

Legenda
| Recorde mundial                  | Recorde mundial (World record)               |                       | Recorde africano                      | Recorde africano (African) |                                           | Q | Classificado por posição (Qualified) |
| Recorde dos Jogos Pan-Americanos | Recorde pan-americano (Pan-American record)  | Recorde da América    | Recorde da América (Americas)         | q                          | Classificado por melhor tempo (Qualified) |   |                                      |
| Melhor marca do ano              | Melhor marca do ano (World leading)          | Recorde asiático      | Recorde asiático (Asian)              | DNS                        | Não largou (Did not start)                |   |                                      |
| Recorde nacional                 | Recorde nacional (National record)           | Recorde europeu       | Recorde europeu (European)            | DNF                        | Não terminou (Did not finish)             |   |                                      |
| Recorde pessoal                  | Recorde pessoal do atleta (Personal best)    | Recorde da Oceania    | Recorde da Oceania (Oceania)          | DSQ / DQ                   | Desclassificado (Disqualified)            |   |                                      |
| Recorde da temporada             | Recorde da temporada do atleta (Season best) | Recorde sul-americano | Recorde sul-americano (South America) | NM                         | Sem marca (No mark)                       |   |                                      |